# Hypena chosokeiana
Hypena chosokeiana là một loài bướm đêm trong họ Erebidae.